# Thomas Gainsborough
Thomas Gainsborough (Sudbury, bautizado el 14 de mayo de 1727-Londres, 2 de agosto de 1788) fue un pintor de paisajes y retratista inglés.
Fue académico y uno de los fundadores de la Royal Academy of Arts. Es notoria su rivalidad con sir Joshua Reynolds, el primer presidente de la Academia.

## Vida y obra

### Suffolk

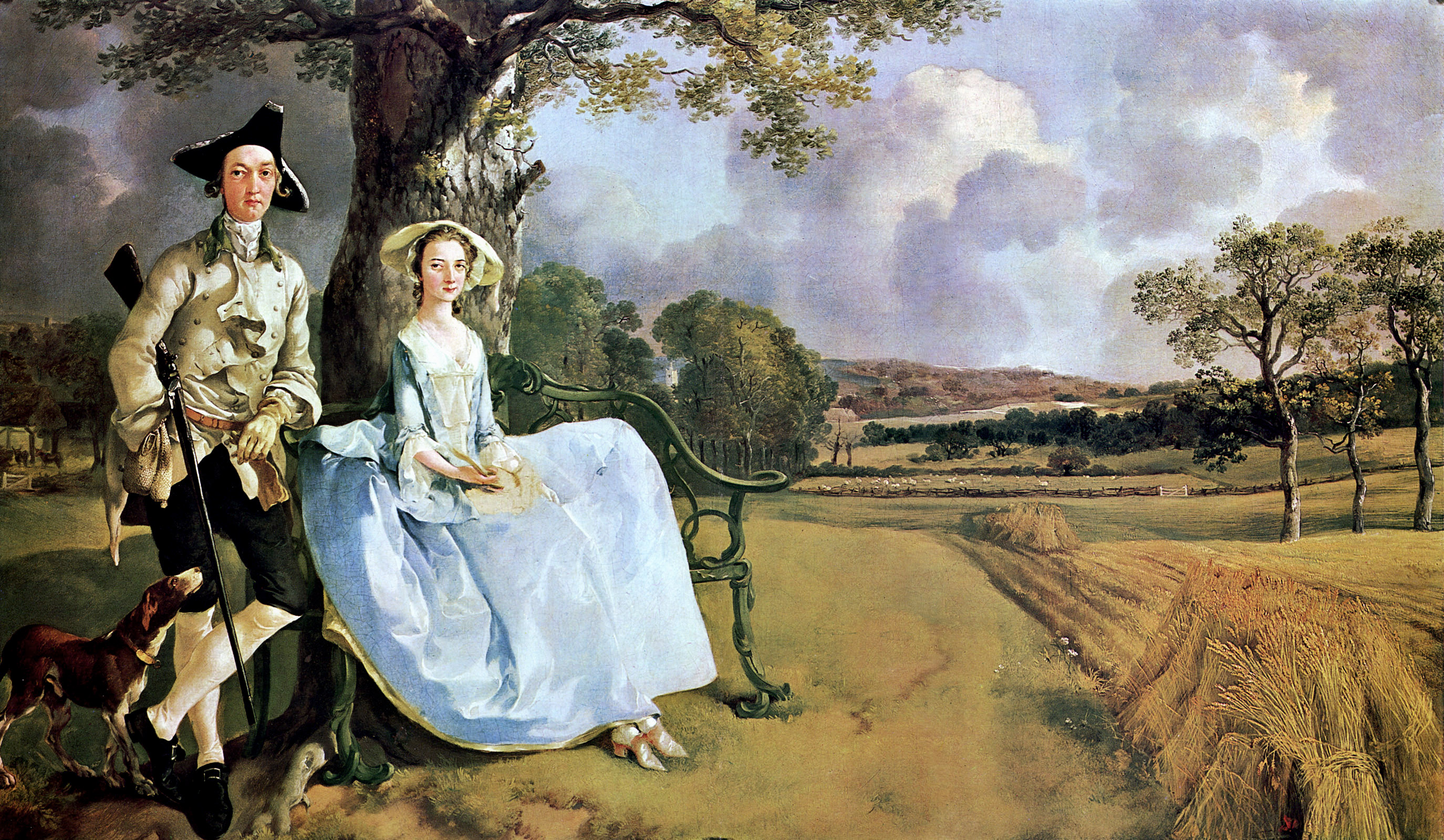
El Señor y la Señora Andrews (1748-49), en la National Gallery en Londres, es la obra más conocida de su período de Suffolk.

Thomas Gainsborough nació en Sudbury, Suffolk, un extenso condado al este de Inglaterra. Fue el hijo menor de John Gainsborough, un tejedor y creador de objetos de lana, y la hermana del reverendo Humphry Burroughs. A los trece años de edad impresionó a su padre con sus habilidades con el lápiz de manera que le permitió ir a Londres para estudiar arte en 1740. En Londres primero se formó con el grabador francés Hubert François Gravelot pero al final se relacionó con William Hogarth y su escuela. Más tarde estudió pintura con Francis Hayman, pintor de temas históricos. Ayudó a Hayman en la decoración de los palcos superiores en los Jardines de Vauxhall, y contribuyó a la decoración de lo que hoy es la Fundación Thomas Coram para Niños.
A través de Gravelot, (que había sido discípulo del gran pintor francés Antoine Watteau) recibió la influencia de este y, más adelante, la de artistas de la escuela flamenca y del pintor barroco Anthony van Dyck. 
En 1746, Gainsborough se casó con Margaret Burr, hija ilegítima de Henry Scudamore, tercer duque de Beaufort, quien estableció una anualidad de doscientas libras para la pareja. La obra del artista, por entonces formada principalmente por pinturas de paisaje, no se vendía muy bien. Regresó a Sudbury en 1748-1749 y se concentró en la pintura de retratos.
En 1752, él y su familia, que ahora incluía dos hijas, se trasladó a Ipswich. Aumentaron los encargos de retratos personales, pero su clientela estaba formada principalmente por comerciantes y caballeros locales. Tenía que tomar prestado con la anualidad de su esposa como garantía.

### Bath

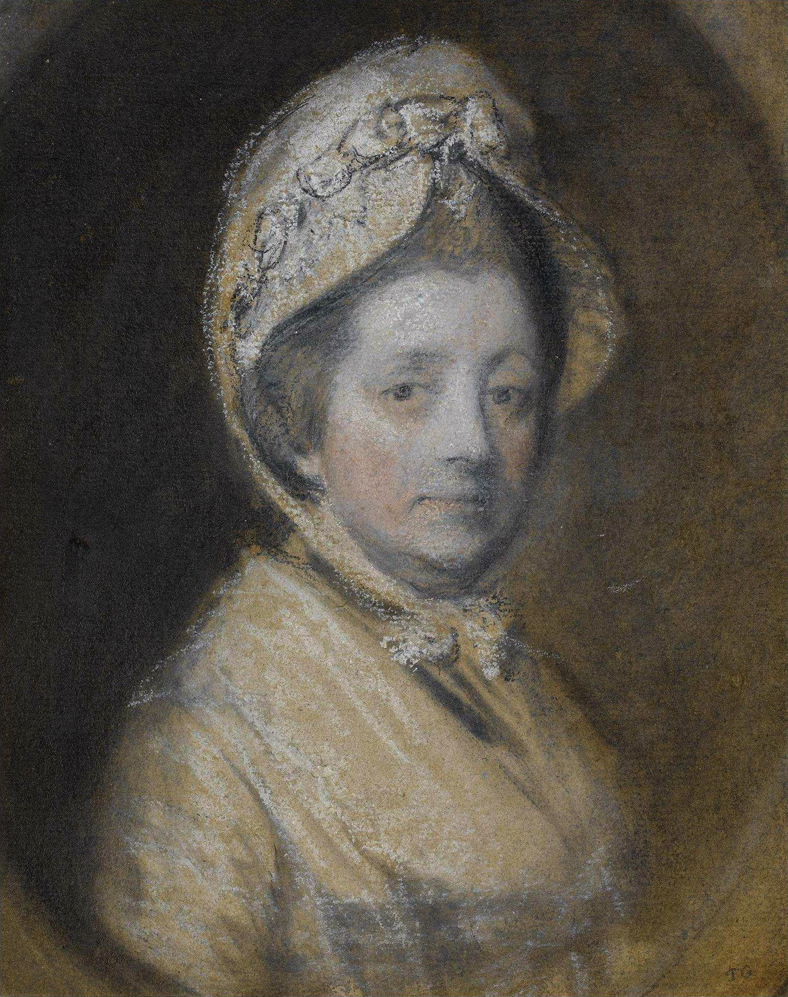
Margaret Burr (1728-1797), la esposa del artista, principios de la década de 1770.

Entre 1759 y 1774 vivió en Bath, balneario costero de moda, donde pintó numerosos retratos (La mujer de azul) y paisajes. En Bath vivió en el número 17 de The Circus. Allí, estudió los retratos de van Dyck y al final fue capaz de atraer a una clientela elegante. En 1761, empezó a enviar trabajos a la exposición de la Society of Arts en Londres (hoy la Real Sociedad para el fomento de las Artes, de la que fue uno de sus primeros miembros); y desde 1769 en adelante, presentó obras a las exposiciones anuales de la Royal Academy. Seleccionó retratos de clientes bien conocidos para llamar la atención. Estas exposiciones le ayudaron a obtener reputación nacional, y fue invitado a convertirse en uno de los miembros fundadores de la Royal Academy en 1769. Su relación con la academia, sin embargo, no fue sencilla y dejó de exponer sus pinturas allí en el año 1773.

### Londres
En 1774, Gainsborough y su familia se trasladaron a Londres para vivir en Schomberg House, Pall Mall. En 1777, de nuevo empezó a exponer sus pinturas en la Royal Academy, incluyendo retratos de celebridades contemporáneas, como el duque y la duquesa de Cumberland. Continuaron celebrándose exposiciones suyas durante los siguientes seis años.
En 1780, pintó los retratos del rey Jorge III y el de la reina consorte, Carlota Sofía. Después recibió muchos encargos reales. Esto le proporcionó cierta influencia en la Academia y le permitió imponer la forma en el que deseaba que se expusiera su obra. Sin embargo, en 1783, se llevó sus pinturas de la próxima exposición y las llevó a Schomberg House. 
En 1784, el pintor real Allan Ramsay murió y el rey se vio obligado a dar el trabajo al rival de Gainsborough y presidente de la Academia, Joshua Reynolds. Gainsborough siguió siendo, no obstante, un pintor favorito de la familia real. Por expreso deseo suyo, fue enterrado en la iglesia de St. Anne, Kew, donde la familia rezaba habitualmente.
En sus últimos años, Gainsborough a menudo pintó paisajes ordinarios, relativamente sencillos. Con Richard Wilson, fue uno de los creadores de la escuela paisajista británica del siglo XVIII. 
Fue el pintor favorito de la aristocracia británica y logró una gran fortuna con sus retratos. Murió de cáncer el 2 de agosto de 1788 en Londres, a los sesenta y un años de edad y está enterrado en la iglesia de St. Anne, Kew, Surrey (ubicada en Kew Green). Está enterrado junto a Francis Bauer, el famoso ilustrador botánico. En el año 2011, en proceso estaba una iniciativa para pagar los costes de la restauración de su tumba.

## Técnica

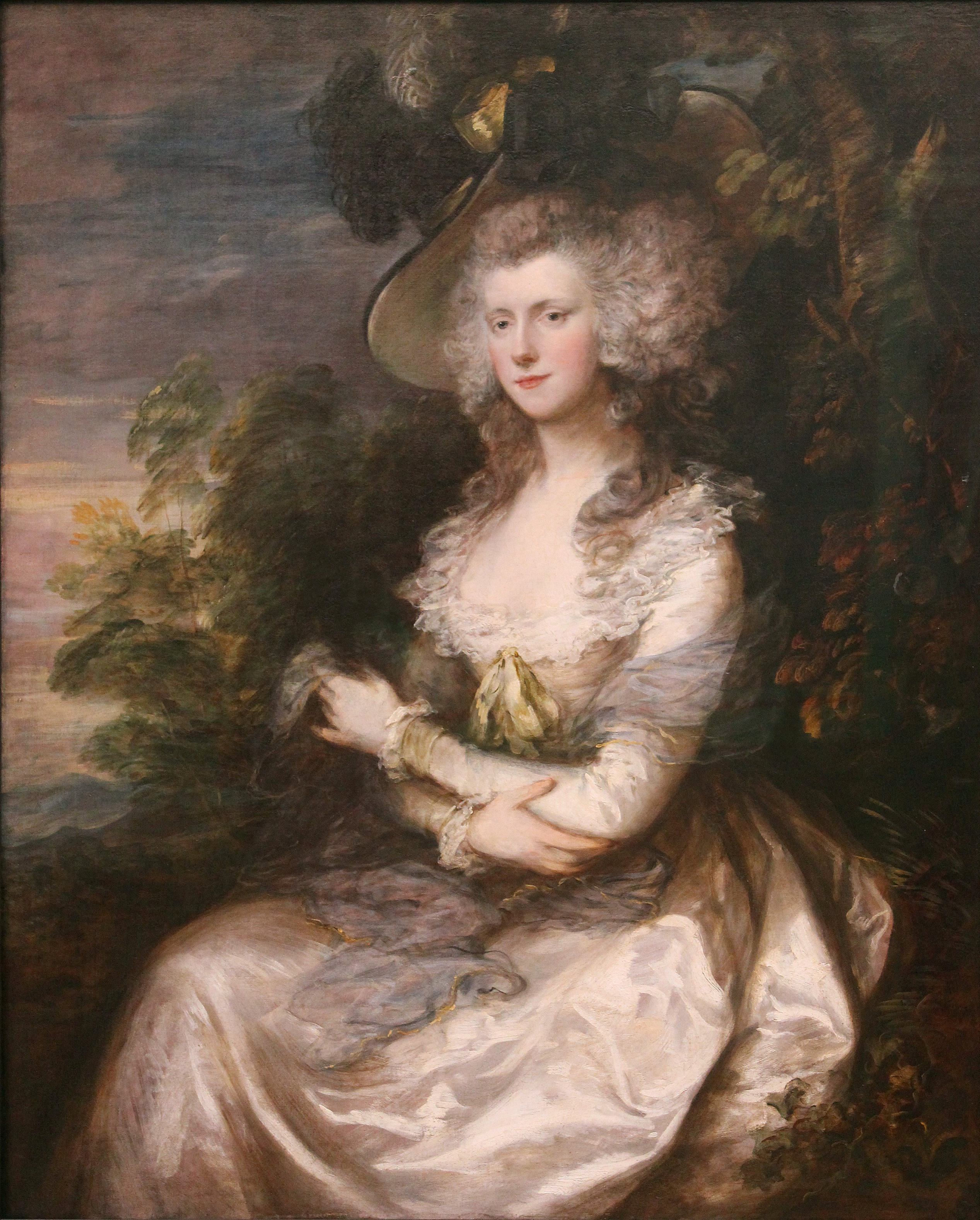
La señora de Thomas Hibbert, hacia la década de 1780. Neue Pinakothek.

Gainsborough destacó por la rapidez con la que aplicaba su pintura, y trabajó más a partir de sus observaciones de la naturaleza (y la naturaleza humana) que de ninguna aplicación de las reglas académicas. La sensibilidad poética de sus pinturas hicieron que Constable dijera, «Mirándolas, encontramos lágrimas en nuestros ojos y no sabemos qué las provoca». Él mismo dijo, «Estoy harto de retratos, y estoy deseando coger mi viol-da-gam (viola de gamba) y marcharme a alguna dulce aldea, donde pueda pintar paisajes y disfrutar del último tramo de la vida en la tranquilidad y la facilidad».
El parecido de sus paisajes se muestra en la forma en que él fundía las figuras de los retratos con las escenas detrás de ellos. Su obra posterior se caracterizó por una paleta ligera y pinceladas económicas y fáciles.
En una de sus técnicas, sumergía una esponja al extremo de una vara en la acuarela para frotarla sobre el papel sin definir ninguna forma. Posteriormente, al terminar la obra, estas manchas tomaban formas reconocibles. Gainsborough las llamaba "sus estropajos".
Sus obras más famosas, como el Retrato de la señora Graham; Mary y Margaret: Las hijas del pintor; William Hallett y su esposa Elizabeth, de soltera Stephen, conocida como El paseo matutino; y Muchacha en la cabaña con perro y jarro, muestran la individualidad única de sus protagonistas. 
El único ayudante conocido de Gainsborough' fue su sobrino, Gainsborough Dupont. En su último año de vida colaboró con John Hoppner pintando un retrato de cuerpo entero de Charlotte, condesa de Talbot.

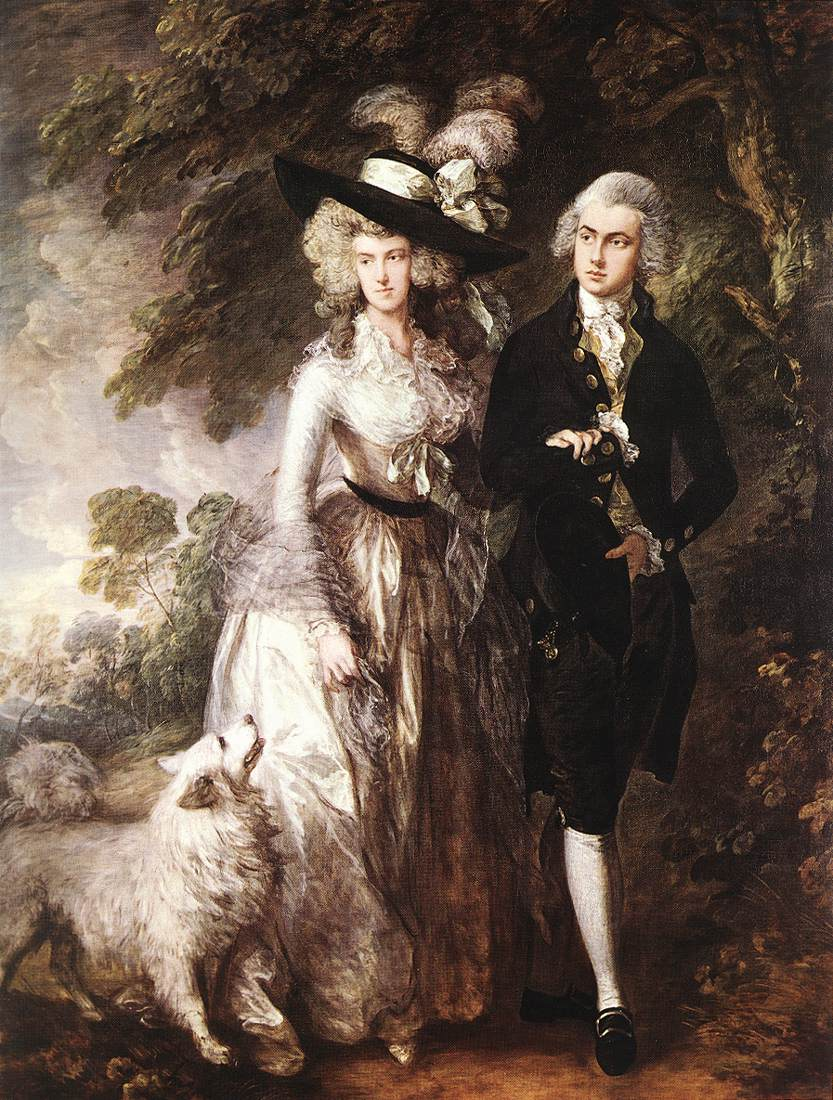
El Sr. y la Sra. William Hallett (El paseo matutino) (1785) ejemplifica el estilo de madurez de Gainsborough.

Realizó más de 500 obras, de las que 230 son retratos. Se caracterizan por la noble y refinada elegancia de las figuras, el encanto poético y los colores fríos, principalmente verdes y azules, de pincelada suelta, delgada y larga en su trazo.
Sus obras están imbuidas de melancolía poética, efecto logrado a través de una luz muy tenue, clara reminiscencia de los paisajes flamencos del siglo XVII que tanto le influyeron.
Muchas veces ambientó las figuras de sus retratos al aire libre; así el de El Señor y la Señora Andrews (c. 1750, National Gallery de Londres, Inglaterra) muestra las figuras en un paisaje y es uno de los primeros ejemplos de la capacidad de Gainsborough para fusionar dos géneros distintos creando una obra armoniosa. 
Lo mismo puede decirse del Retrato de las hermanas Linley (1772, Dulwich Picture Gallery) en el que los cálidos colores otoñales del bosque se funden con los colores de los vestidos de las hermanas de tal forma que los rostros parecen emerger del escenario que les rodea. 
Se ha llegado a afirmar que esta relación entre los seres humanos y la naturaleza deriva de la obra literaria de Henry Mackenzie, que describe al hombre de sentimientos, y de Jean-Jacques Rousseau, que describía un amor apasionado por la naturaleza y cuyas ideas serían adoptadas y puestas en práctica con fervor por los poetas y pintores románticos. Gainsborough pintó también paisajes sin figuras, sobre todo bosques o campos abiertos y agrestes, entre los que destacan Bosque de Cornard (1748), El abrevadero (c. 1777), y La carreta del mercado (1786), todos ellos en la National Gallery de Londres.
Otros de sus retratos importantes son Sara Buxton (1776-1777, Museo Thyssen-Bornemisza, Madrid, España), El médico Isaac Henrique Sequeira (Museo del Prado, Madrid), La familia Baillie (1784), La esposa de William St Quintín (1767-1768), El paseo matinal (1785-1786) y La señora Siddons (1785), estos últimos en la National Gallery londinense. De la señora Siddons también existe un famoso retrato, La señora Siddons en su papel de musa trágica (1784) de Joshua Reynolds, retratista contemporáneo de Gainsborough. 
Destacan también Perdita Robinson (1781, Colección Wallace, Londres), El honorable Francis Duncombe (c. 1777, Colección Frick, Nueva York), La señora Tenant (1786-1787, Museo Metropolitano de Arte, Nueva York), La condesa Howe (Kenwood House, Londres) y hay muchos en colecciones privadas, entre los que se incluye El joven azul (c. 1779, Colección Huntington, San Marino, California, Estados Unidos).
También realizó numerosos dibujos y grabados al aguafuerte. El artista trabajó igualmente la litofanía, un sistema de "proyección" de imágenes a través de pantallas de cera recubierta de porcelana a través de la cual se filtraba la luz.

## En la ficción y la música
- Kitty (1945) es una película de ficción sobre Gainsborough, retratado por Cecil Kellaway.

## Galería de obras selectas

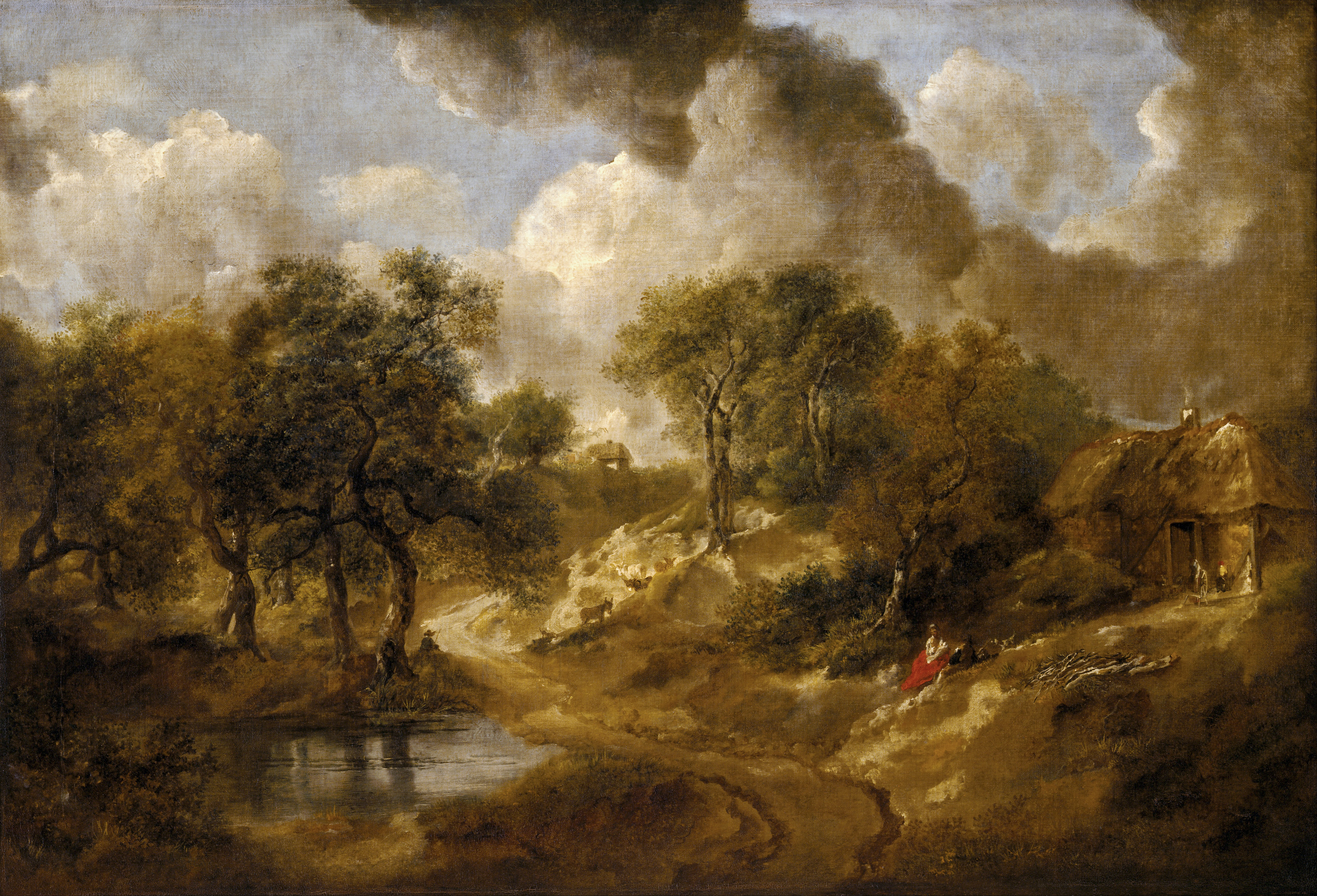
Paisaje en Suffolk (1748)
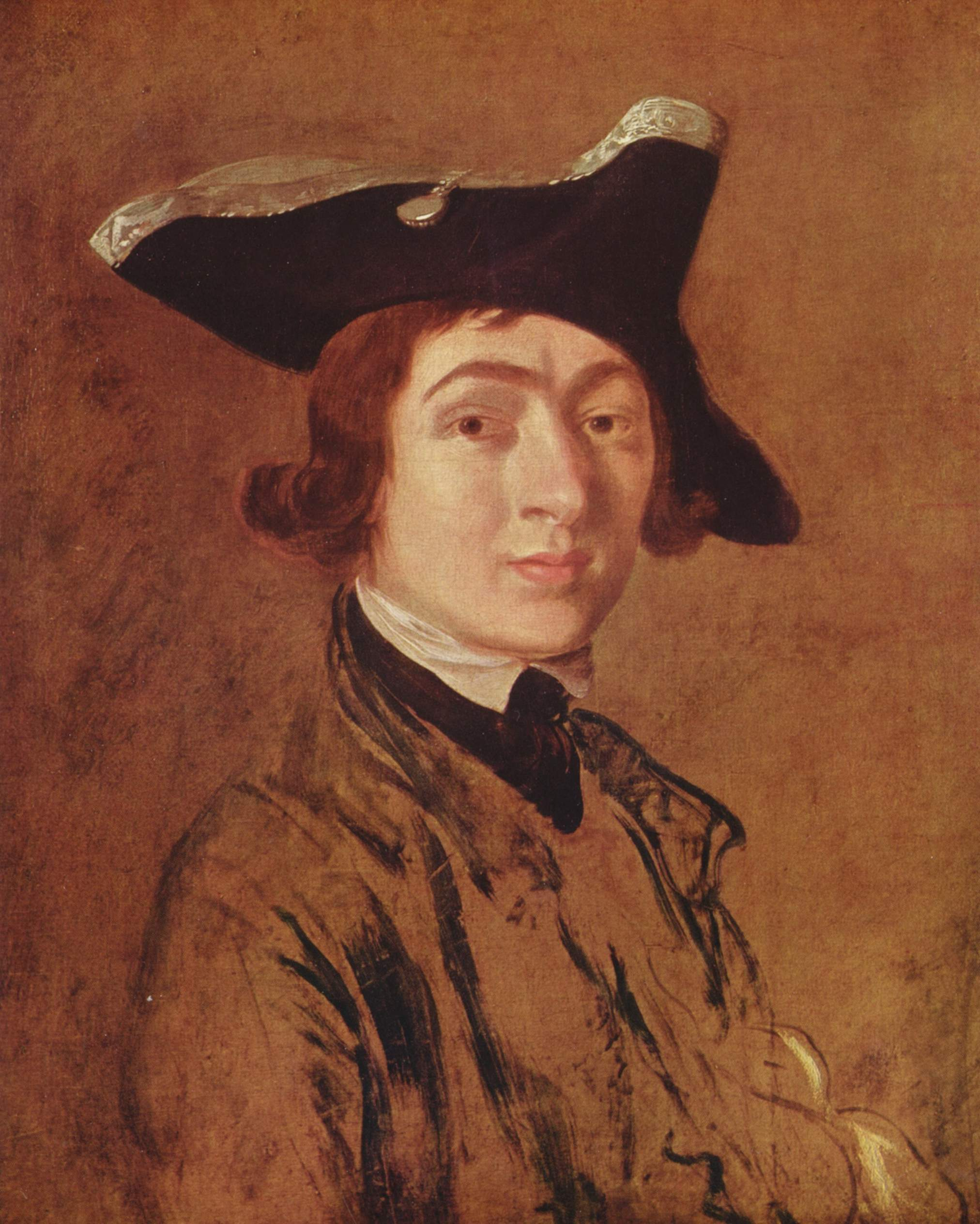
Autorretrato (1754)
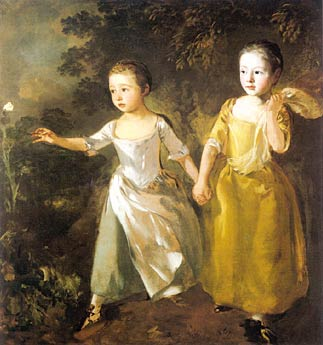
Las hijas del pintor persiguiendo una mariposa, (1756)
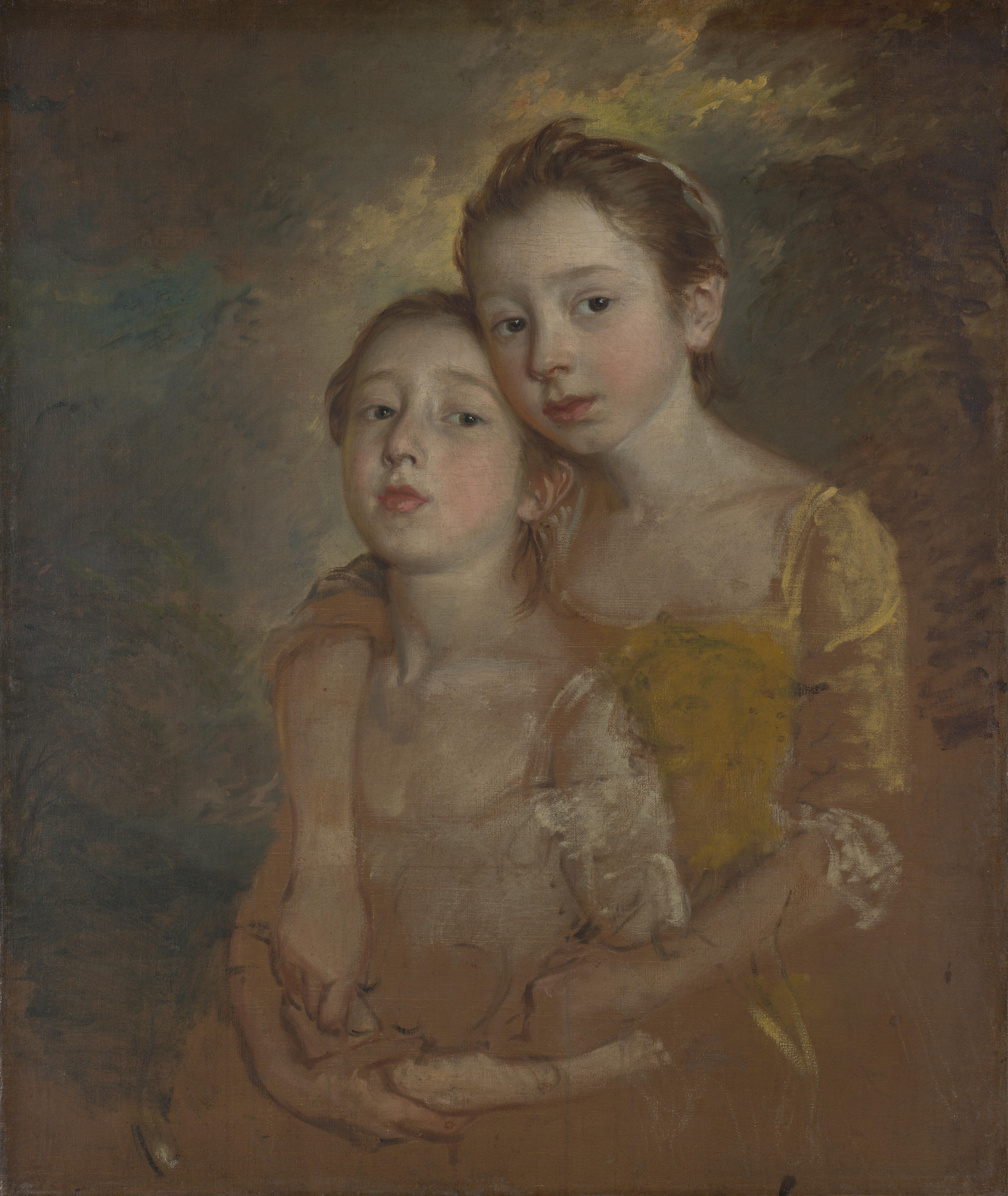
Dos niñas con un gato (h. 1759)
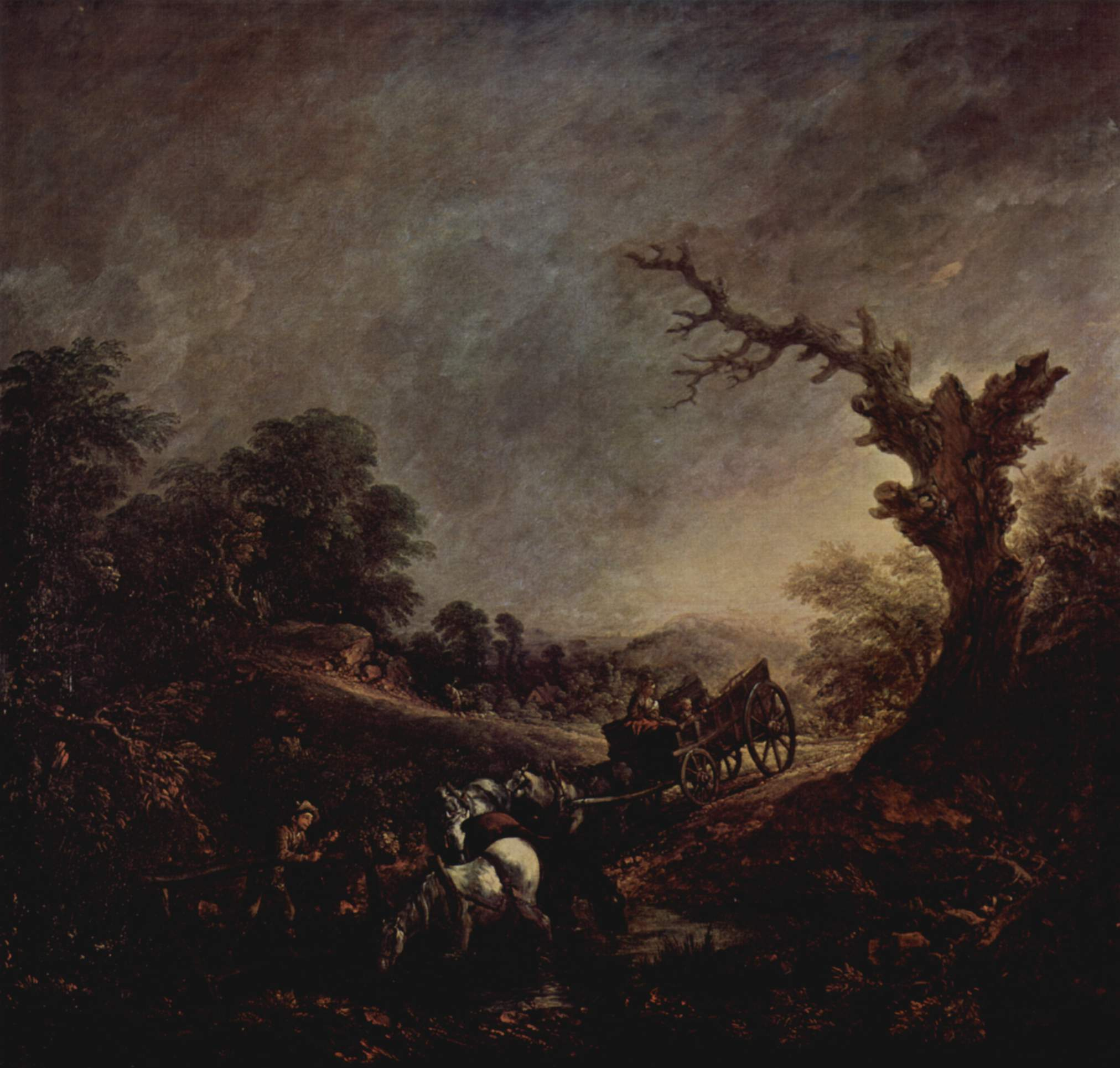
Puesta de sol (1760)
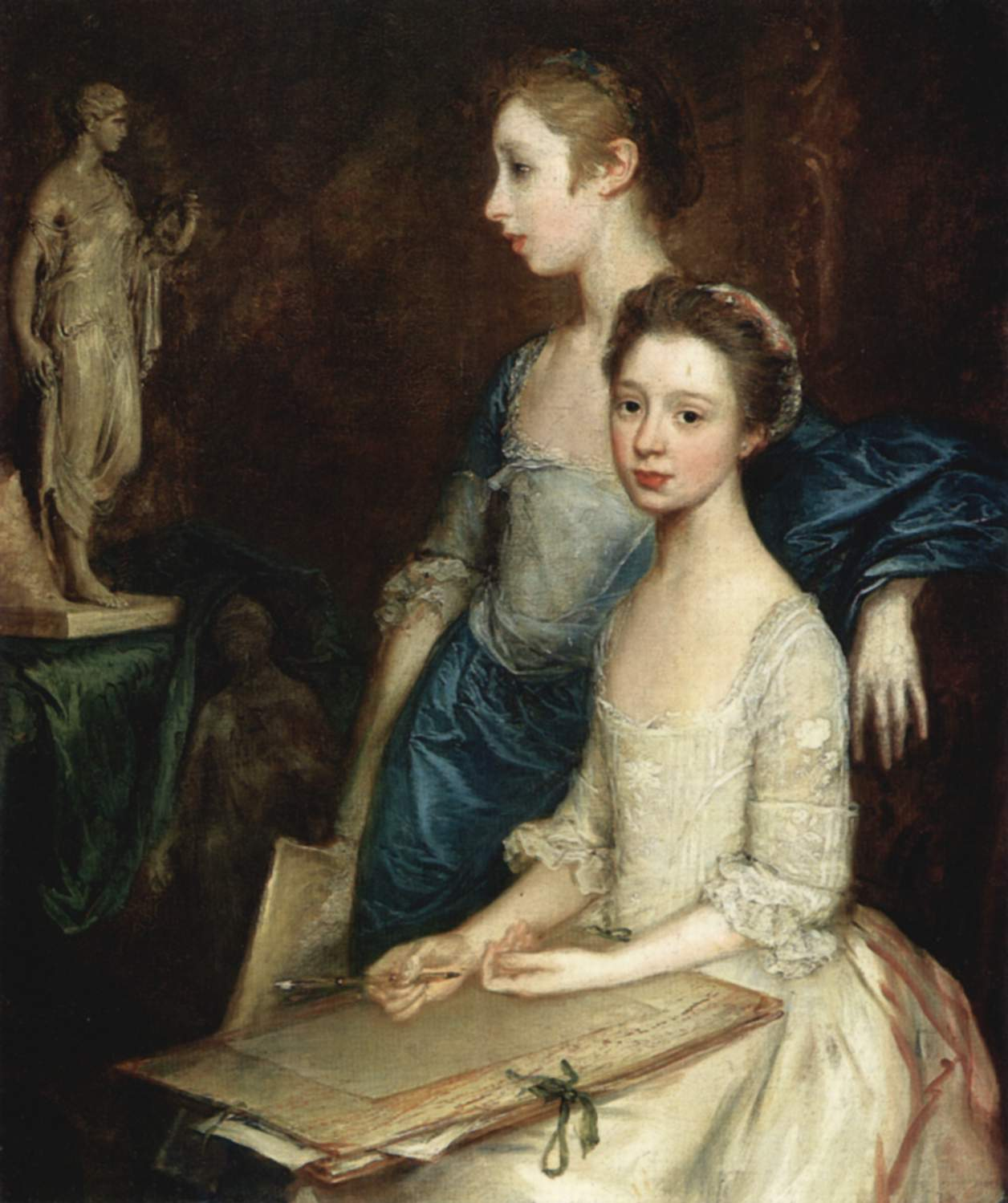
Las hijas del artista, Molly y Peggy (1760)
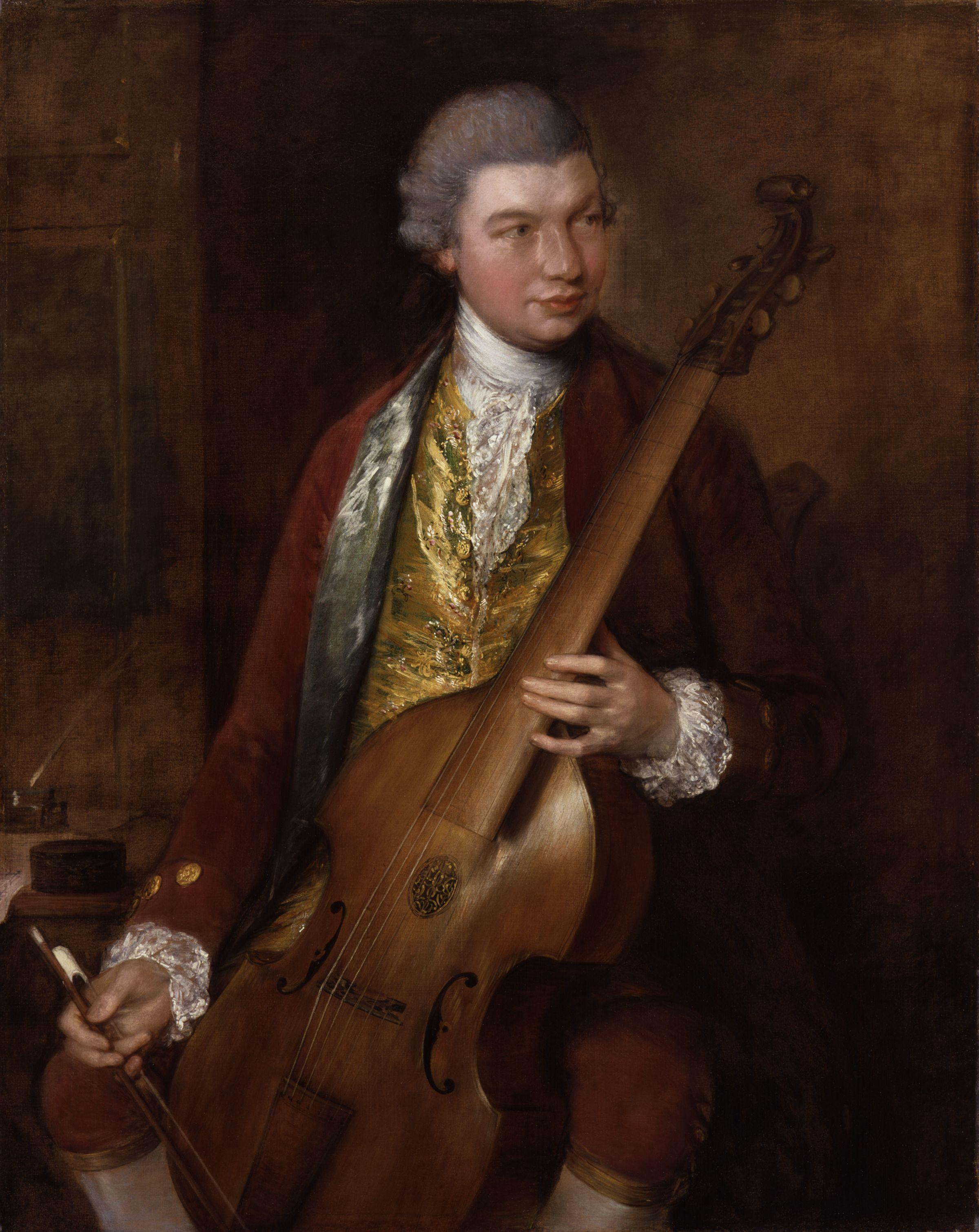
Retrato del compositor Carl Friedrich Abel con viola da gamba (h. 1765)
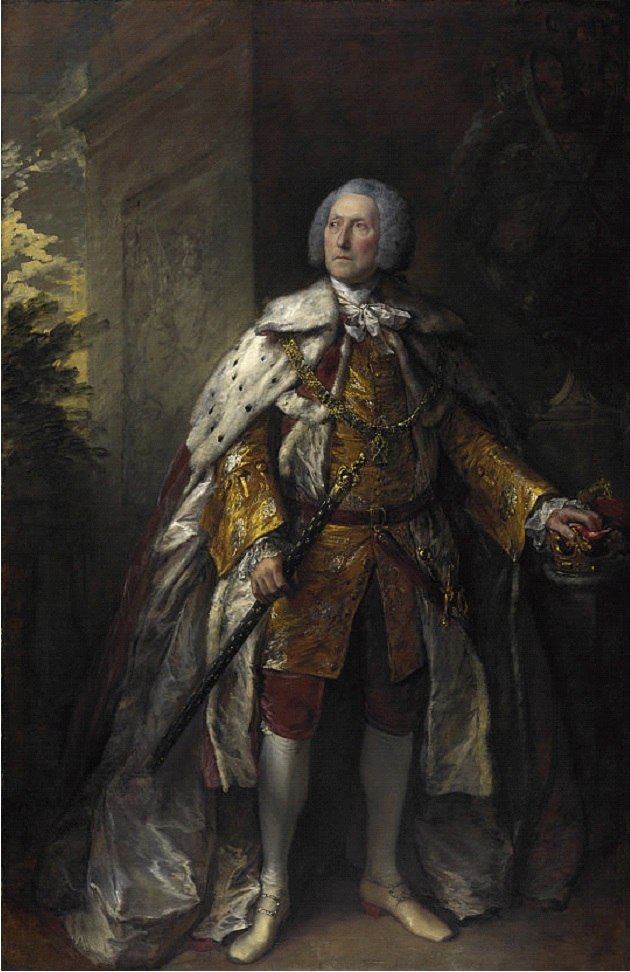
John Campbell, cuarto duque de Argyll (1767)
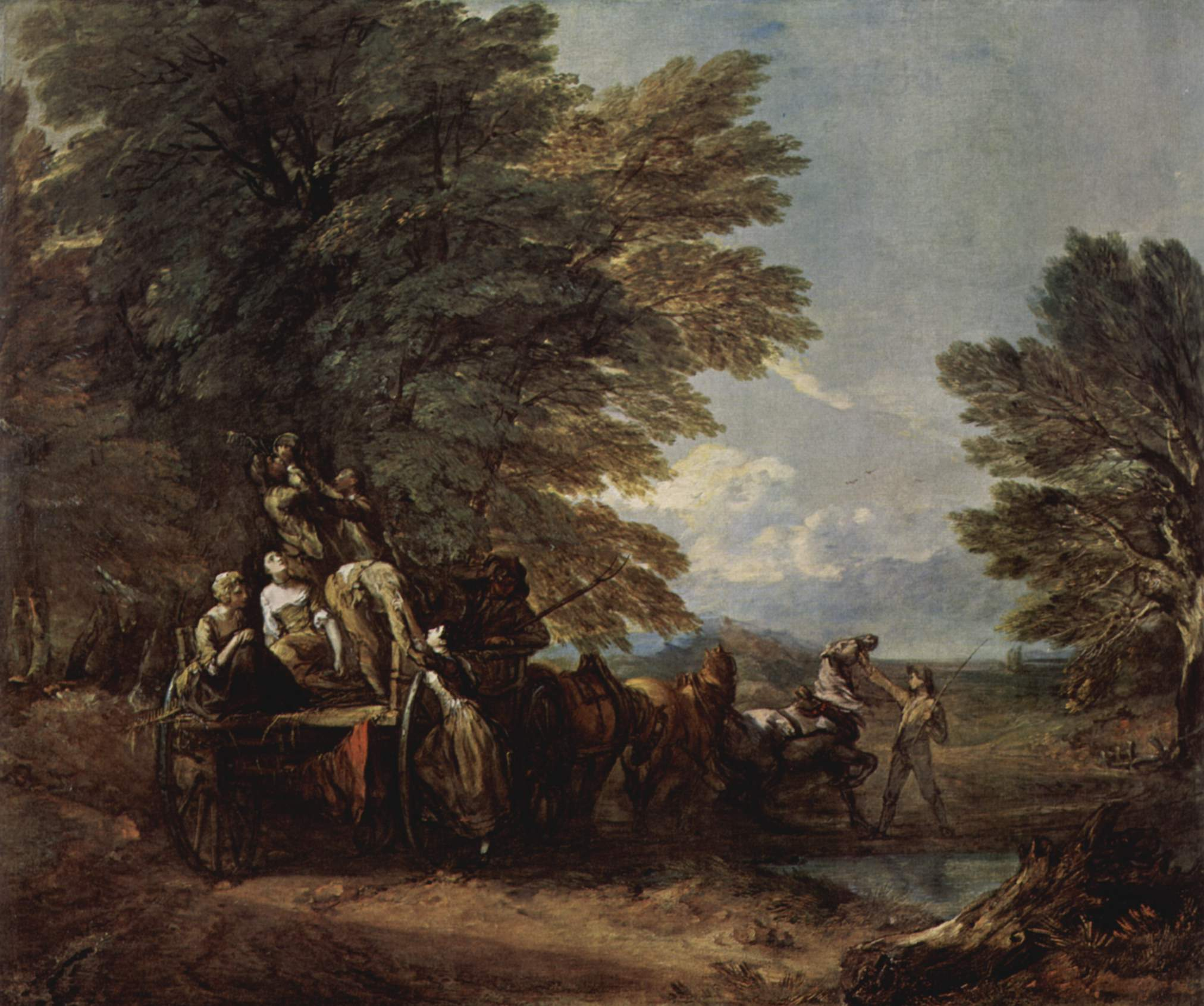
El carro de la cosecha (c. 1767)
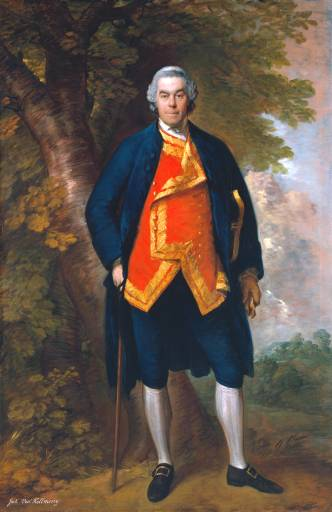
Retrato de John Needham, 10.º vizconde Kilmorey, (h. 1768), Tate
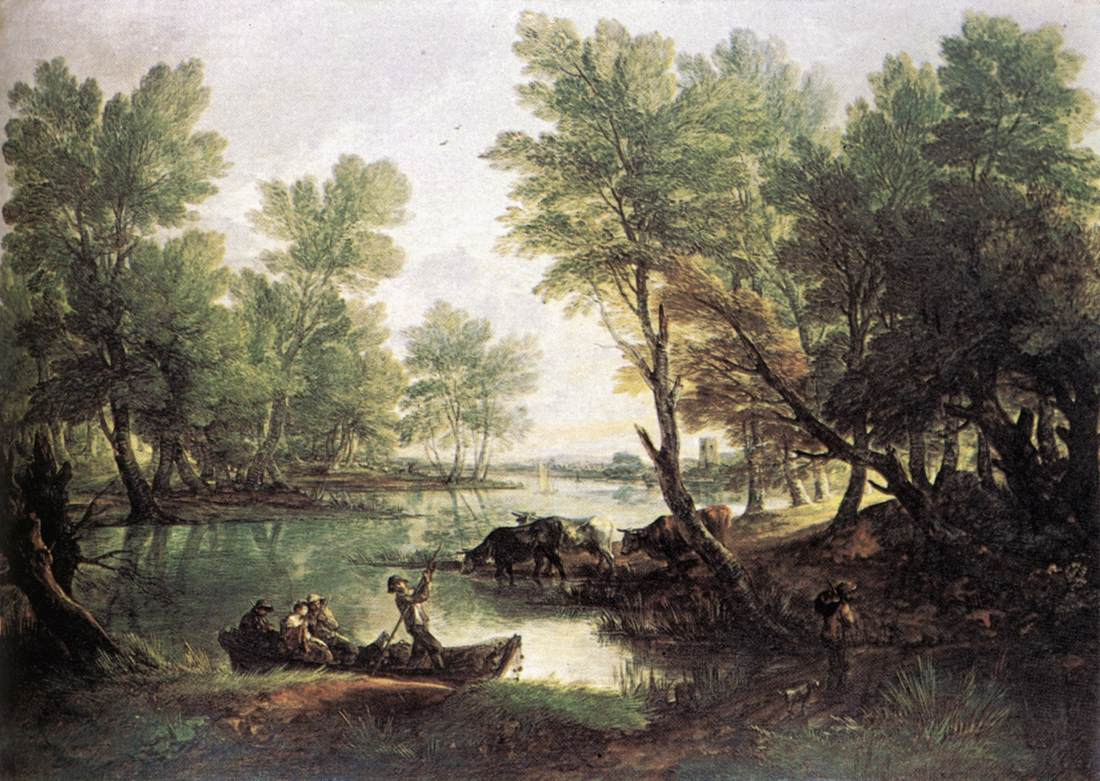
Paisaje fluvial (1768-1770)
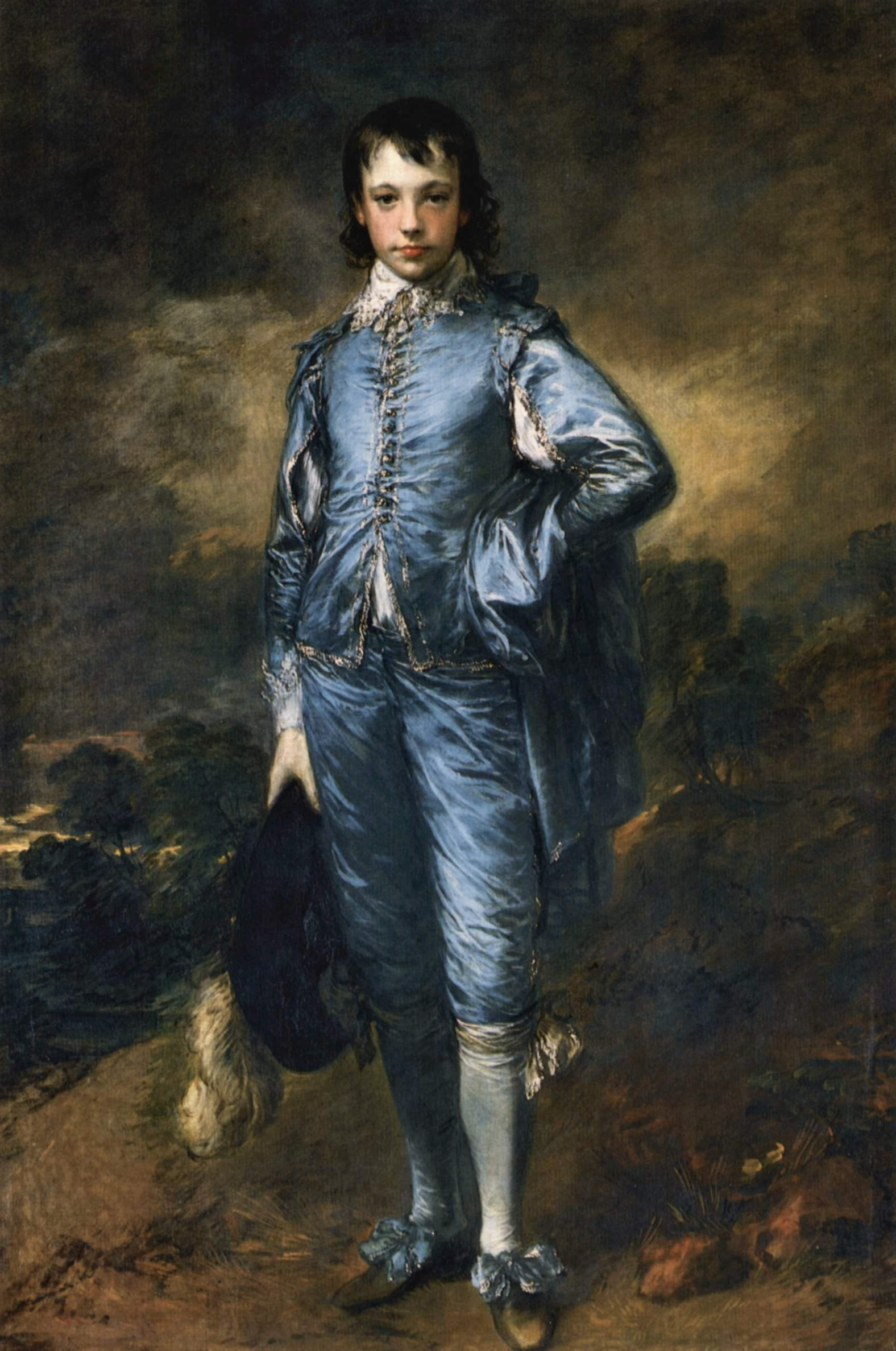
El joven azul (1770). The Huntington, California.
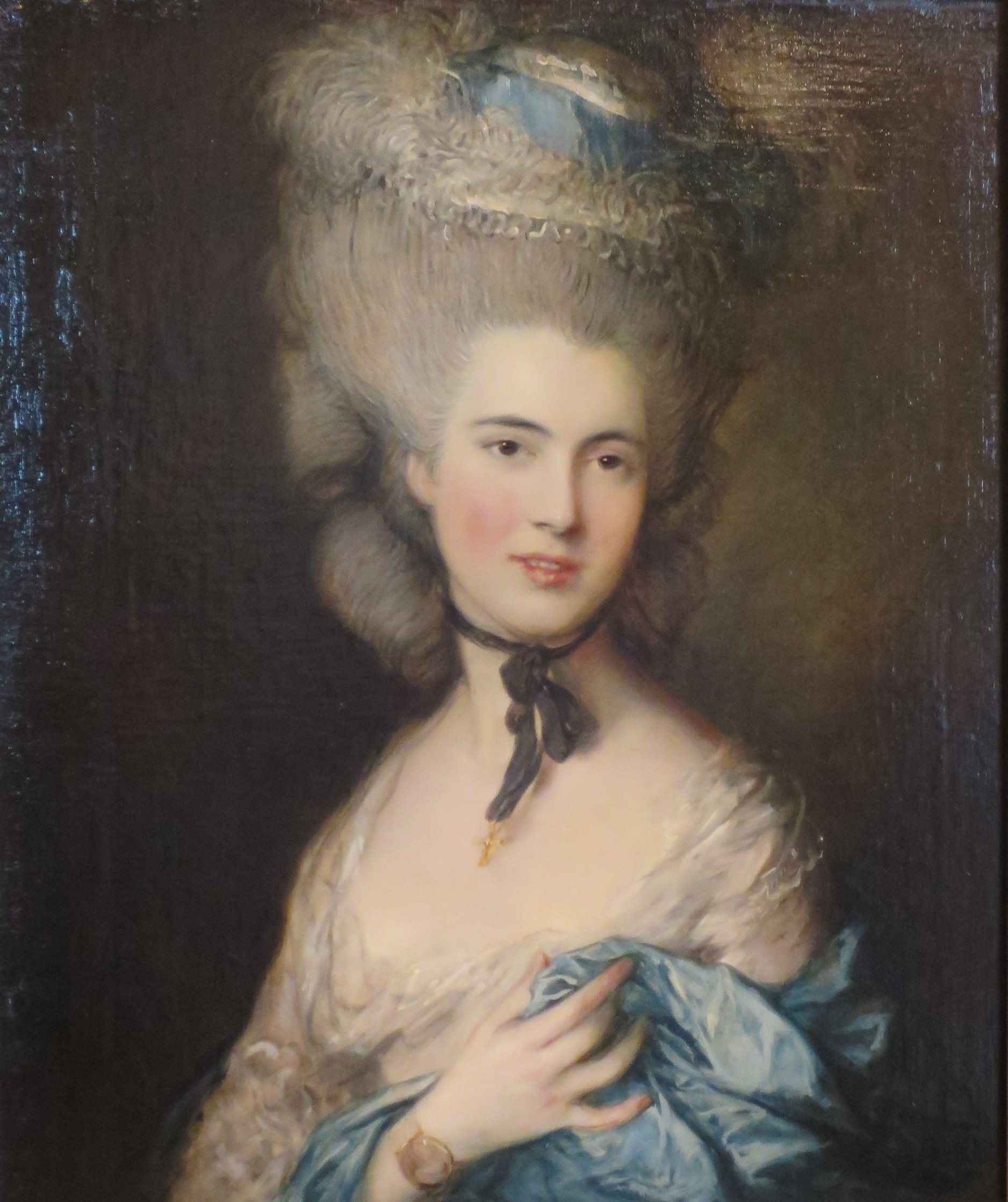
La mujer de azul (h. 1770), Museo Hermitage, San Petersburgo
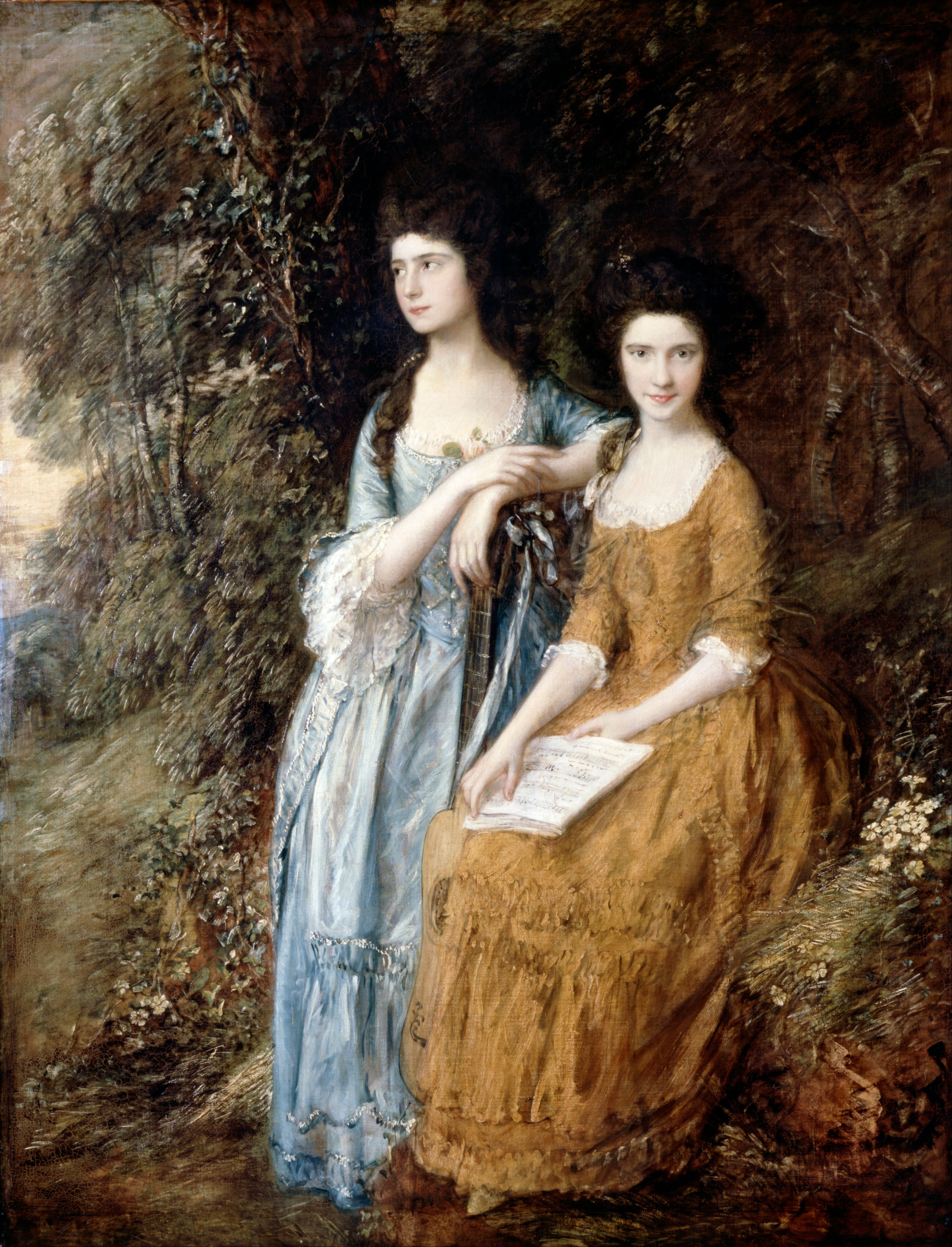
Las hermanas Linley , (1772)
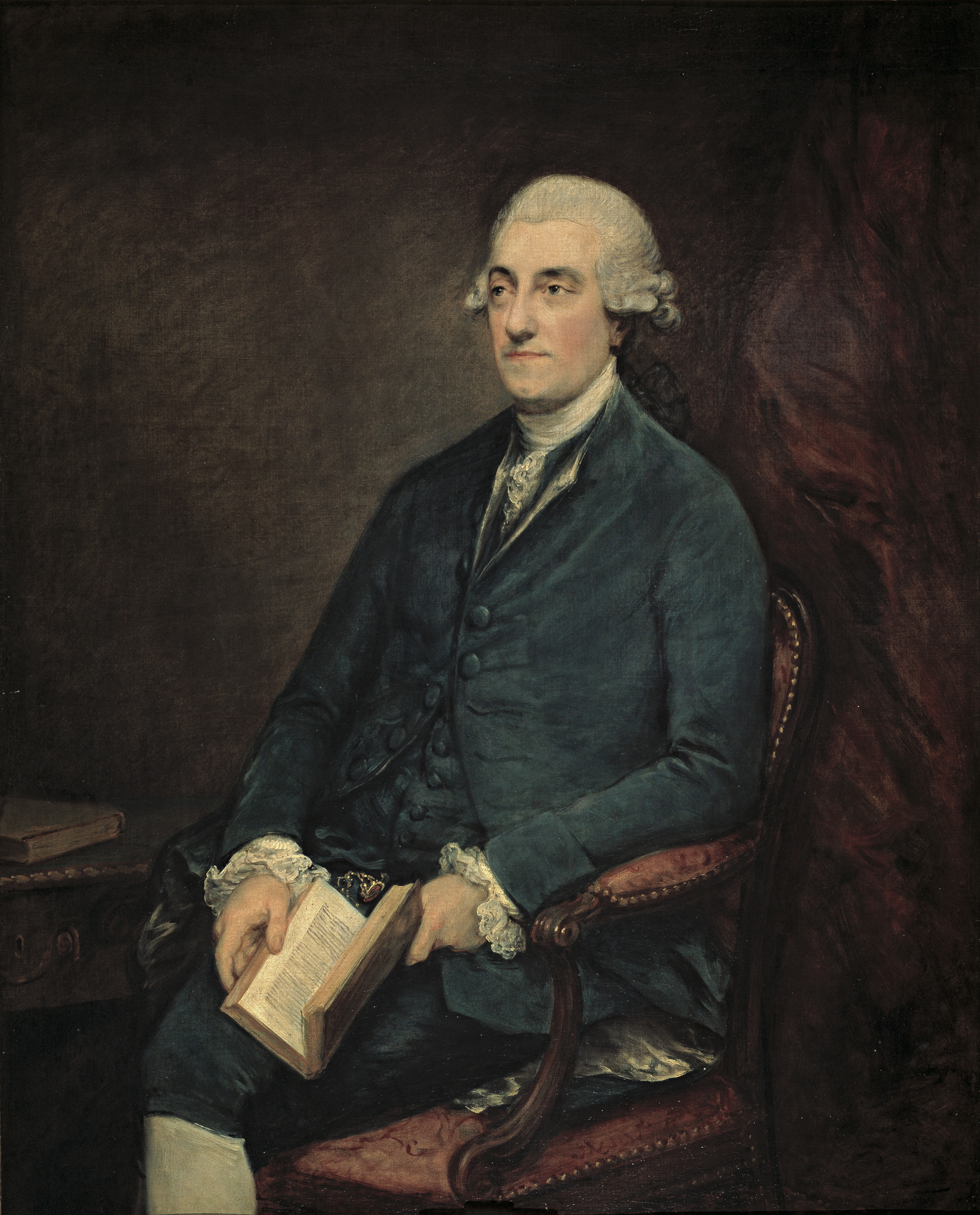
Retrato del médico Isaac Henrique Sequeira, c. 1775, Museo del Prado, Madrid.
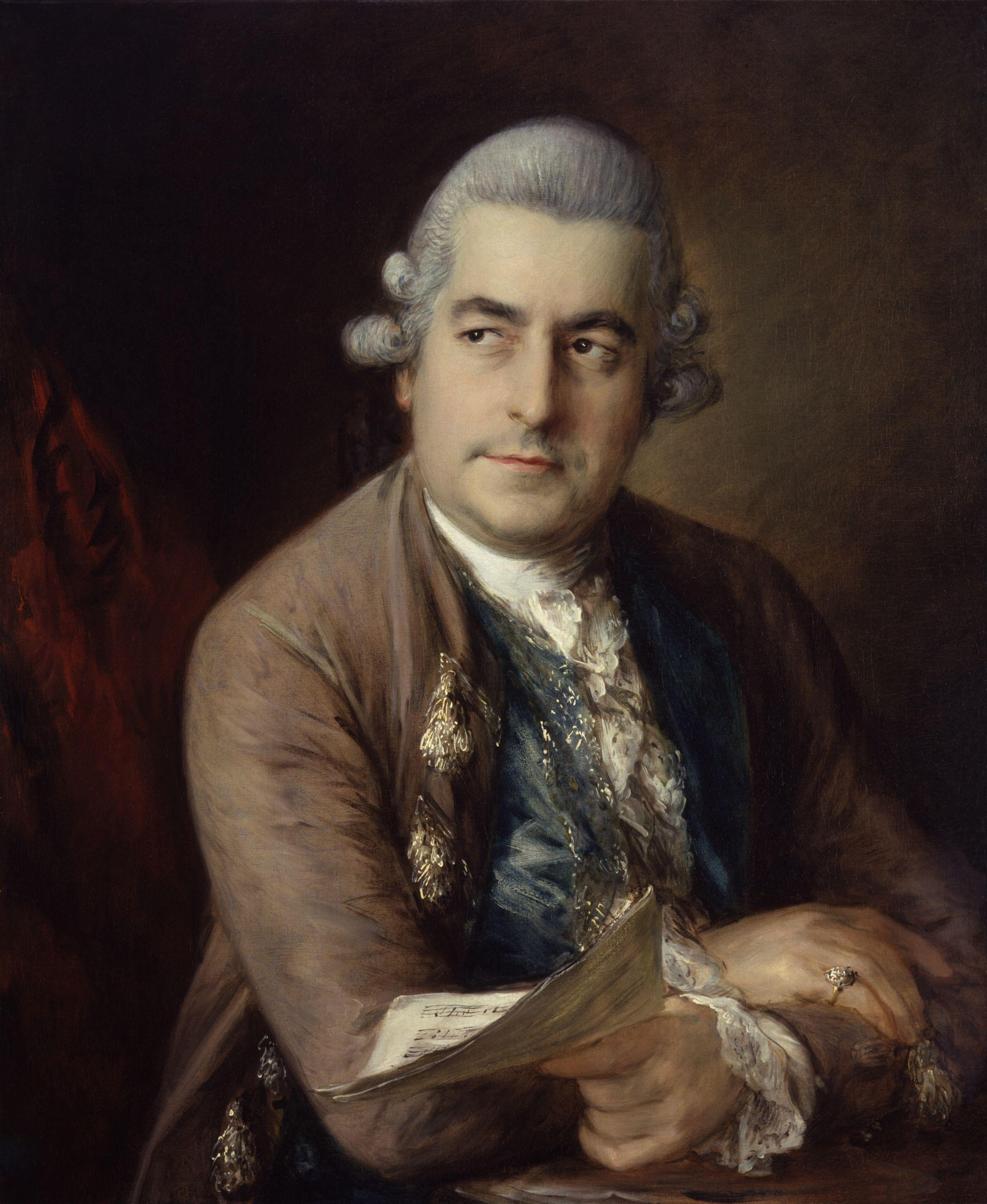
Johann Christian Bach, (1776)
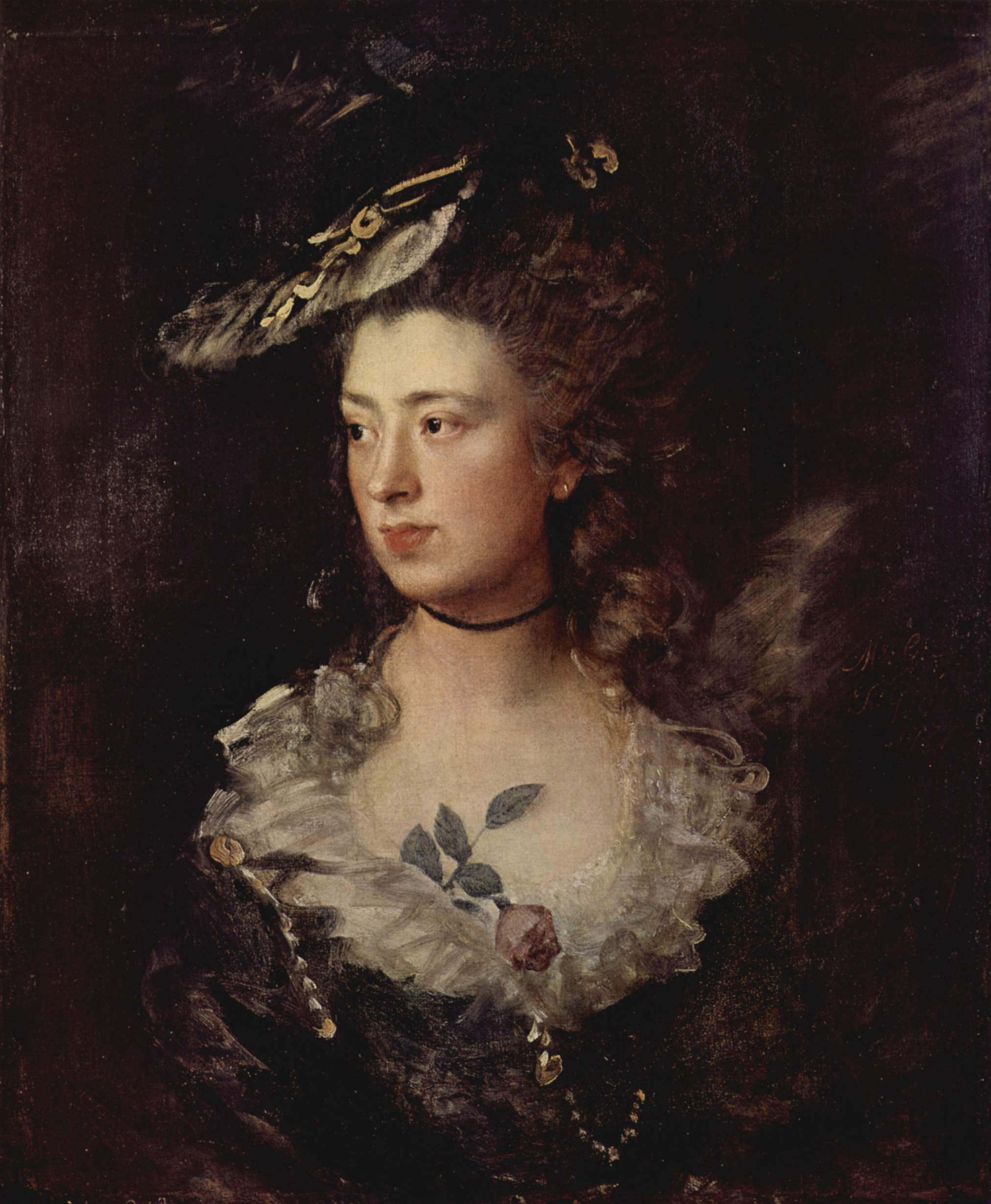
La hija de Gainsborough, Mary (1777)
El Honorable Richard Savage Nassau de Zuylestein, M.P., (h. 1778–80), óleo sobre lienzo, Detroit Institute of Arts
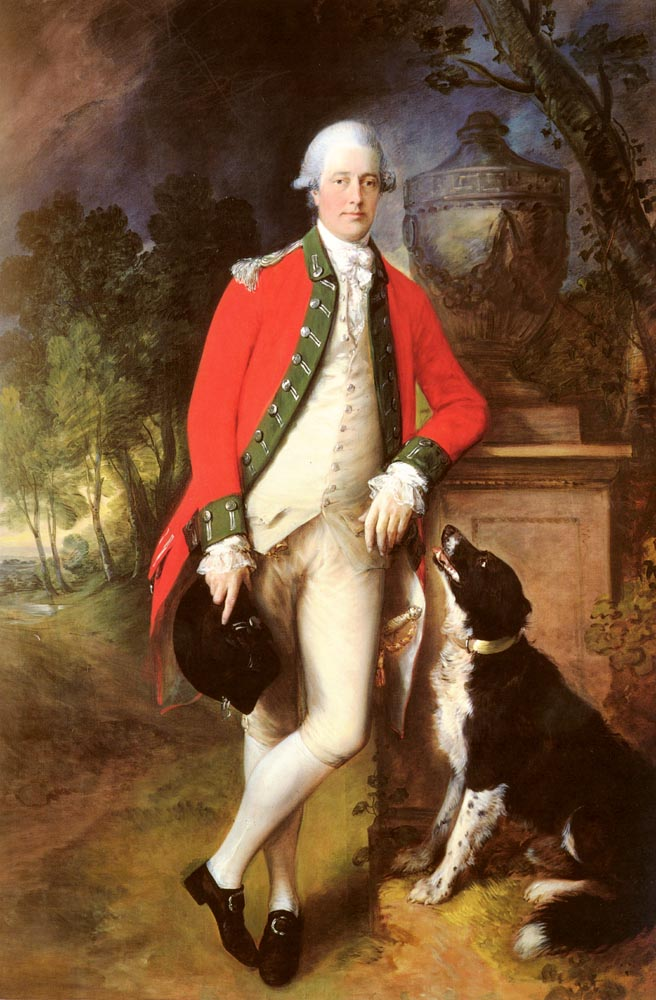
El coronel John Bullock (c. 1780)
Su Gracia Georgiana Cavendish, duquesa de Devonshire (1783), National Gallery of Art
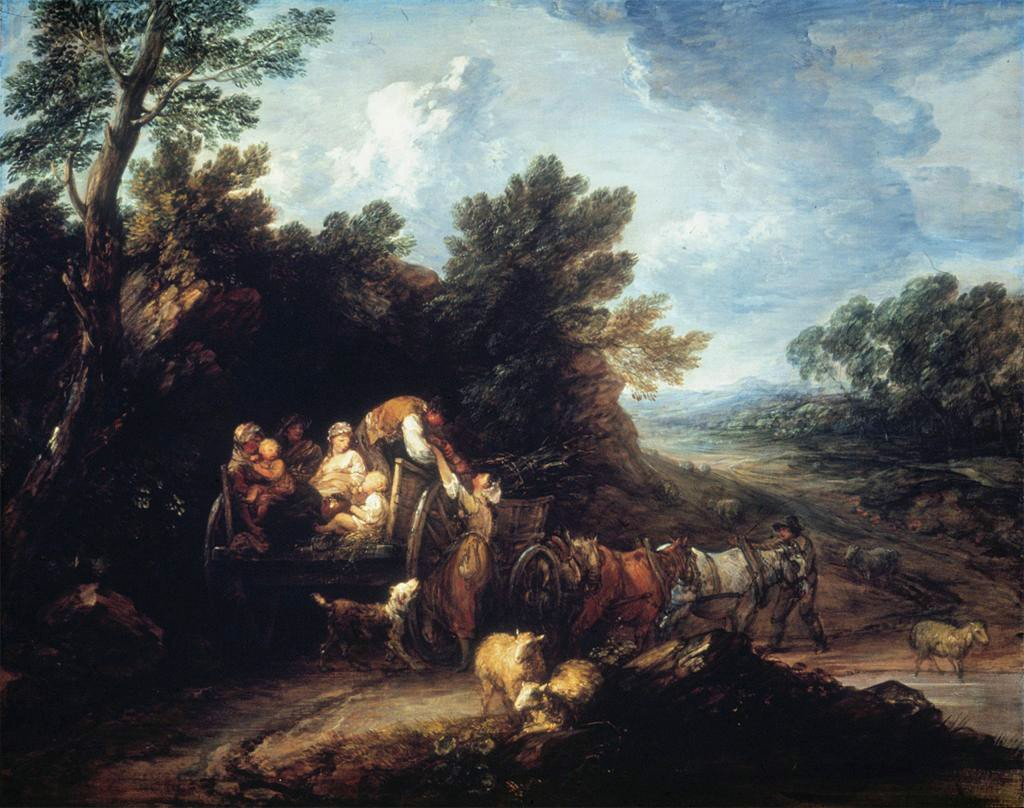
El carro de cosecha (h. 1784)
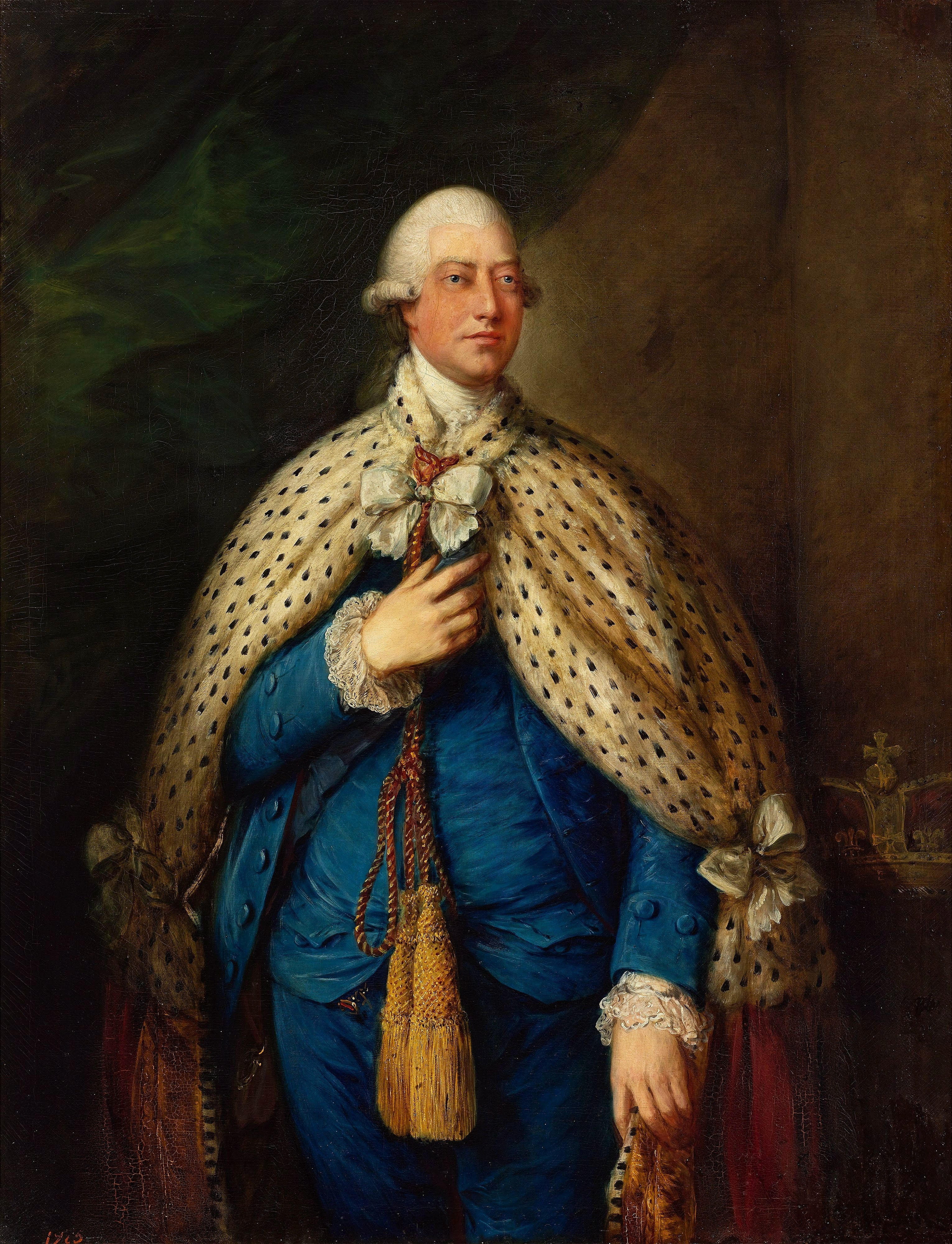
Retrato de Jorge III del Reino Unido en túnicas parlamentarias (1785), Castillo Real de Varsovia
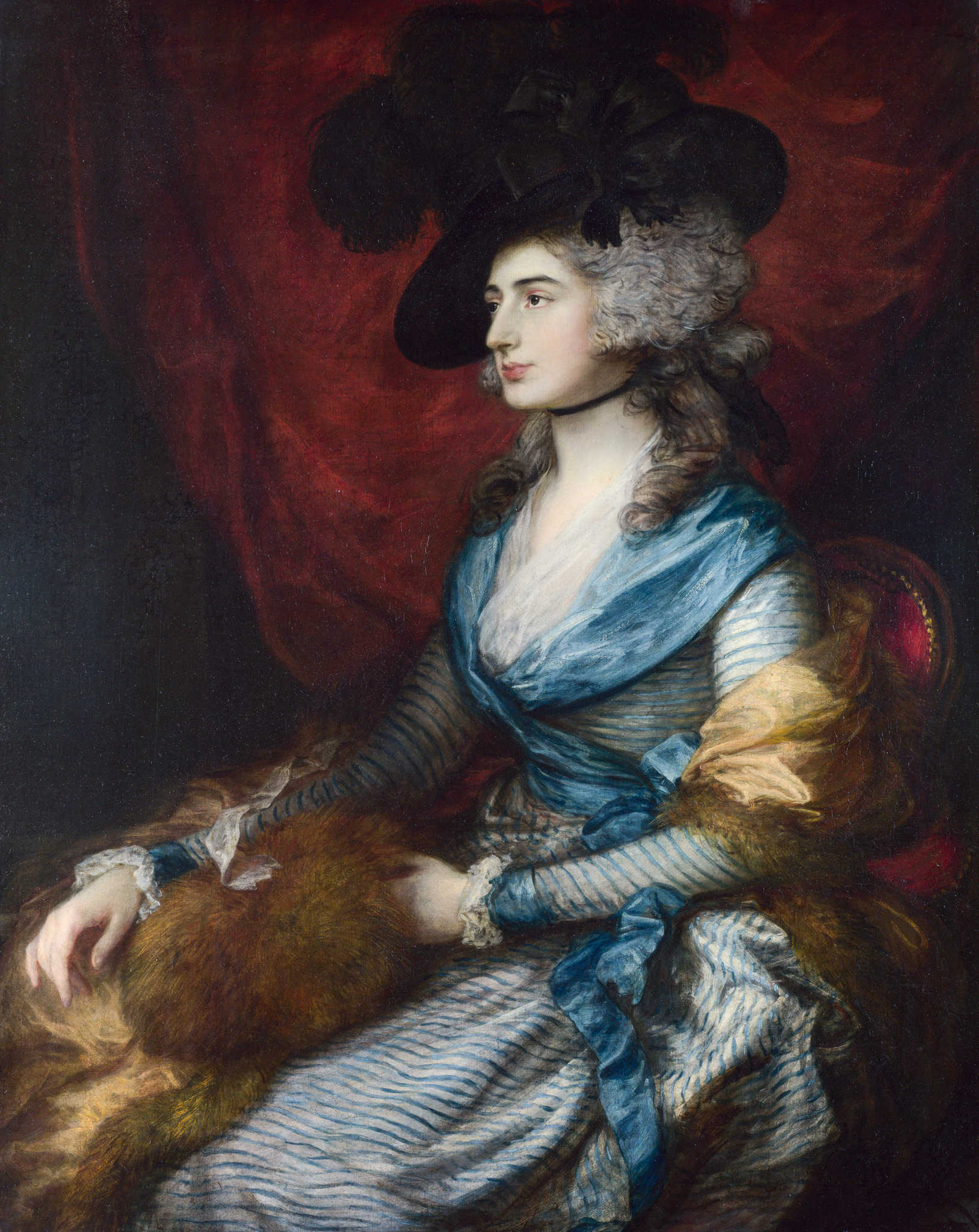
La señora Sarah Siddons (1785)
La señora de Richard Brinsley Sheridan (1785–86)
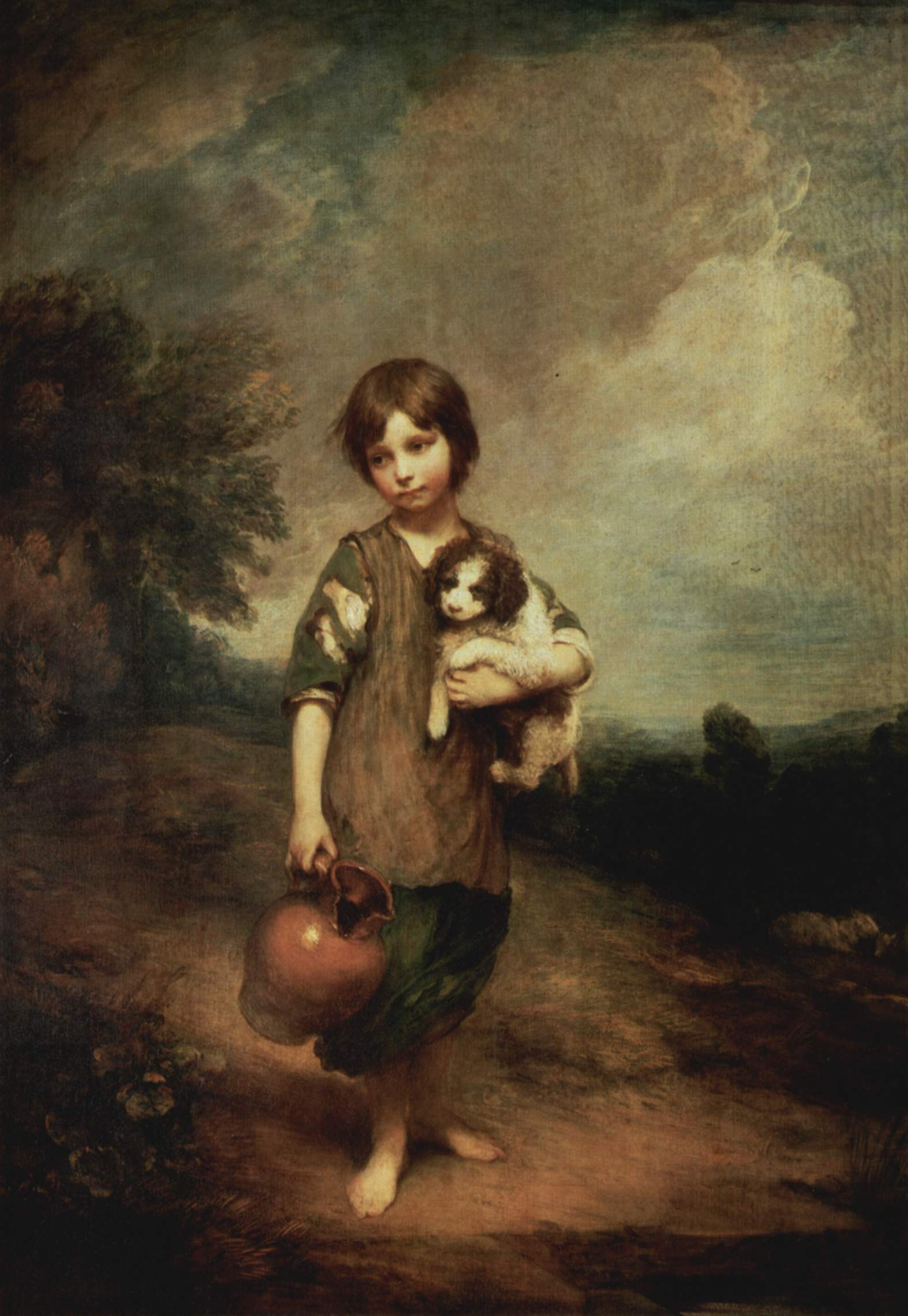
Campesina con perro y jarro (1785)
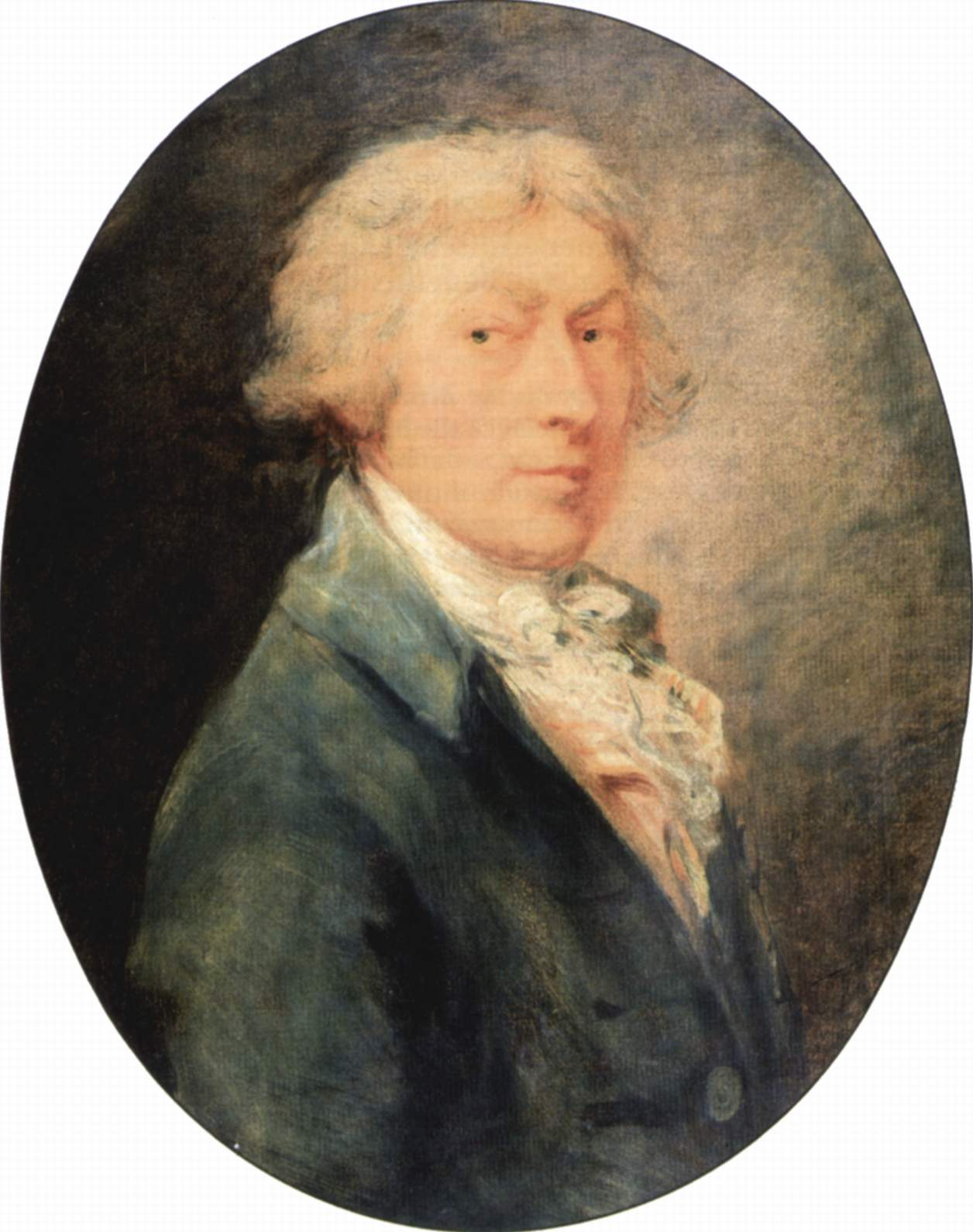
Autorretrato (1787)
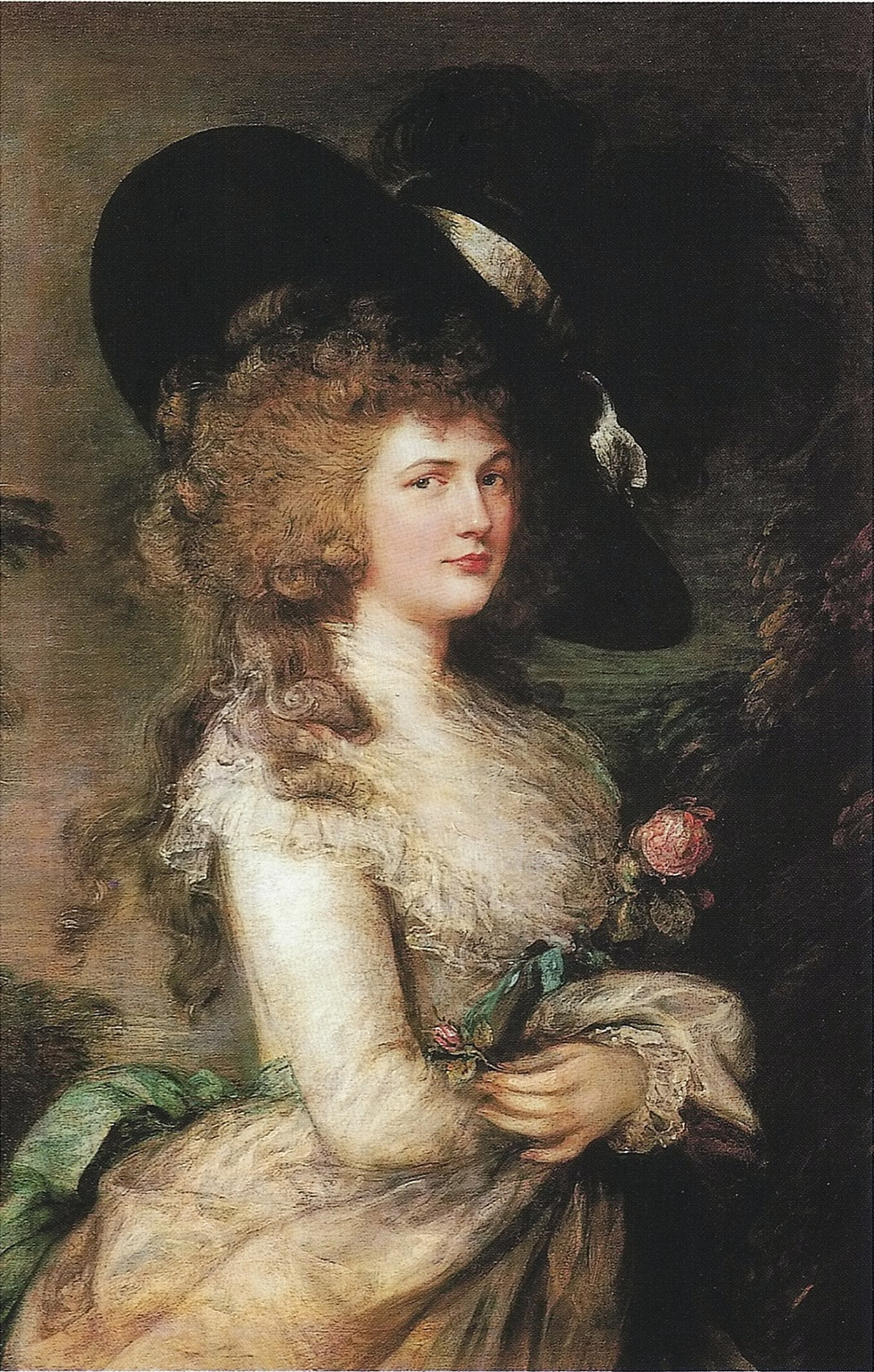
Su Gracia Georgiana Cavendish, duquesa de Devonshire, (1787)